# 茨城県道・栃木県道29号常陸太田那須烏山線
茨城県道・栃木県道29号常陸太田那須烏山線（いばらきけんどう・とちぎけんどう29ごう ひたちおおたなすからすやません）は、茨城県常陸太田市から栃木県那須烏山市に至る県道（主要地方道）である。

## 概要
茨城県常陸太田市馬場町を通る国道349号太田南バイパス・馬場坂下東交差点より分岐して西へ向かい、常陸大宮市を経て、栃木県那須烏山市旭の栃木県道12号那須烏山御前山線に接続する延長約49kmの県道である。
途中、常陸大宮市山方地域で久慈川を岩井橋で渡り国道118号と交差するほか、常陸大宮市美和地区で国道293号と一部重用する。全体的に緑深い山間の集落を結ぶ重要な生活道路となっている。

### 路線データ
- 起点：茨城県常陸太田市馬場町（馬場坂下東交差点、国道349号交点）
- 終点：栃木県那須烏山市旭2丁目（烏山大橋北交差点、県道12号那須烏山御前山線・県道27号那須黒羽茂木線交点）
- 総延長：49.340 km（茨城県区間：42.447 km[1]、栃木県区間：6.863 km）
- 重用延長：*.* km（茨城県区間：5.969 km[1]、栃木県区間：*.* km）
- 未供用延長：なし（茨城県区間：0.0 km[1]、栃木県区間：*.* km）
- 実延長：43.341 km（茨城県区間：36.478 km[1]、栃木県区間：6.863 km）
- 自動車交通不能区間延長[注釈 1]：なし（茨城県区間：0.0 km[1]、栃木県区間：*.* km）
- 認定：1965年（昭和40年）5月7日

## 歴史
- 1959年（昭和34年）10月14日：今の路線の前身である県道鷲子烏山線（図面対照番号144）、県道下宮河内松平線（金砂郷村下宮河内 - 水府村松平、図面対照番号157）が茨城県より路線認定される[2]。
- 1965年（昭和40年）
  - 5月7日：栃木県道として認定。当時の名称は常陸太田烏山線。
  - 8月26日
    - 茨城県道として認定。当時の名称は常陸太田烏山線[3]。
    - 道路区域を、常陸太田市馬場町 主要地方道常陸太田塙線分岐から那珂郡美和村大字鷲子の栃木県界までとし、供用開始[4]。
    - 同時に、前身にあたる下宮河内松平線と小田野口山方線、および鷲子烏山線を廃止[5]。
- 1967年（昭和42年）9月7日：那珂郡美和村大字高部 - 同村大字小野田の狭隘な現道（最小幅員4.0 m、延長168 m）を拡幅線形改良[6]。
- 1972年（昭和47年）12月28日：那珂郡山方町大字長沢 - 同郡美和村大字氷之沢の狭隘な現道（最小幅員3.5 m、延長1.54 km）を道路改良[7]。
- 1977年（昭和52年）
  - 5月12日：那珂郡山方町大字山方地内の狭隘路（1.14 km）を拡幅改良供用開始[8]。
  - 6月30日：常陸太田市下大門町 - 久慈郡水府村大字和田の狭隘路（1.34 km）を拡幅改良供用開始[9]。
- 1983年（昭和58年）7月18日：久慈郡金砂郷村大字上宮河内の狭隘な現道1.0597 kmを拡幅改良する道路区域指定[10]。
- 1986年（昭和61年）
  - 5月8日：那珂郡美和村大字下檜沢地内の道路改良によるバイパス道路（517 m）を供用開始[11]。
  - 10月2日：那珂郡山方町大字山方市街地（国道118号・岩井橋交差点 - ）のバイパス道路区域が延長1.46 kmまで延伸される[12]。
  - 7月31日：那珂郡山方町大字西野内 - 大字山方（国道118号・岩井橋交差点）の岩井橋が架け替え供用開始[13]。
- 1987年（昭和62年）5月6日：美和村大字小野田 - 大字鷲子の狭隘な旧道区間（666 m）が指定解除され美和村道へ降格[14]。
- 1988年（昭和63年）11月21日：那珂郡美和村大字下桧沢地内の旧道（517 m）が指定解除され美和村道へ降格[15]。
- 1989年（平成元年）3月30日：那珂郡山方町大字山方地内の旧道（1.772 km）が指定解除により山方町道へ降格[16]。
- 1990年（平成2年）3月10日：那珂郡山方町大字西野内地内のバイパス路（約0.4 km）が開通[17]。
- 1993年（平成5年）
  - 2月25日：山方町大字西野内地内の旧道（420 m）が指定解除により町道に降格する[18]。
  - 5月11日：建設省から、県道常陸太田烏山線が常陸太田烏山線として主要地方道に指定される[19]。
- 1998年（平成10年）5月28日：茨城県久慈郡金砂郷町下宮河内地内のバイパス（約0.5 km）が開通する[20]。
- 2000年（平成12年）
  - 2月28日：道路改良のため、山方町大字諸沢のバイパス道路を供用開始[21]。
  - 4月27日：山方町大字諸沢、大字西野内地内の旧道（計1.303 km）が指定解除される[22]。
- 2004年（平成16年）4月5日：那珂郡美和村大字下桧沢地内で道路改良及びバイパス化する区間（1.587 km）が決定する[23]。
- 2008年（平成20年）
  - 2月14日：常陸太田市棚谷町の旧道（577 m）が指定解除され常陸太田市道へ降格[24]。
  - 4月1日：現在の路線名称である常陸太田那須烏山線に改称[25]。
- 2011年（平成23年）3月29日：常陸大宮市下檜沢（現道分岐点）のバイパス道路の一部（約0.4 km）を供用開始[26]。
- 2016年（平成28年）10月27日：常陸太田市赤土町 - 同市下宮河内町の現道拡幅および道路改良バイパス (760 m) を設置する道路区域指定[27]。
- 2022年（令和4年）12月20日：常陸大宮市下檜沢のバイパス道路の一部（約0.4 km）を供用開始[28]。

## 路線状況
茨城県常陸大宮市の美和地区内で、茨城県道163号下檜沢上小瀬線と連動する道路拡幅改良工事（延長1.5 km）が進められている。
道路法の規定に基づき、常陸太田市馬場町（馬場坂下交差点） - 同市松平町（松平交差点）間および、常陸太田市赤土町（主要地方道日立山方線交差） - 常陸大宮市鷲子（鷲子交差点）間は、緊急輸送道路として機能を維持するため、災害発生時の被害拡大防止を目的に道路用地内に電柱を建てることが制限されている。同様に、常陸大宮市下檜沢字高松 - 同字勢至塚も道路占用を制限する区域に追加指定されている。

### 重複区間
- 茨城県道33号常陸太田大子線（茨城県常陸太田市馬場町 - 茨城県常陸太田市松平町）
- 茨城県道36号日立山方線（常陸太田市赤土町 - 常陸大宮市山方）
- 国道293号（茨城県常陸大宮市鷲子 鷲子交差点 - 茨城県常陸大宮市鷲子：約5.5 km）

### 道路施設
- 道の駅みわ（国道293号重複区間）
- 増井橋（源氏川、常陸太田市増井町）
- 半月橋（源氏川、常陸太田市増井町 - 同市下大門町）
- 大門橋（源氏川、常陸太田市下大門町）
- 山田川橋（山田川、常陸太田市松平町 - 柵谷町）
- 高橋（浅川、常陸太田市上宮河内町）
- 鷹巣橋（〈浅川支流〉、常陸太田市上宮河内町）
- 西野内橋（〈久慈川支流〉、常陸大宮市西野内）
- 岩井橋（久慈川、常陸大宮市山方 - 西野内）
- 上町橋（緒川、常陸大宮市下檜沢）
- 山下橋（緒川、常陸大宮市下檜沢）
- 境橋（那珂川、那須烏山市大沢 - 宮原）

## 地理
全線にわたり、阿武隈高地（久慈山地）南部の丘陵地と八溝山地鷲子山塊の浸食谷を流れる川に沿って通る。常陸太田市赤土町地内や常陸大宮市緒川・美和地区地内など、急峻な谷間や山越えがある一部区間は、狭小でカーブが多い。

### 通過する自治体
- 茨城県
  - 常陸太田市
  - 常陸大宮市
- 栃木県
  - 那須烏山市

### 交差する道路
- 茨城県

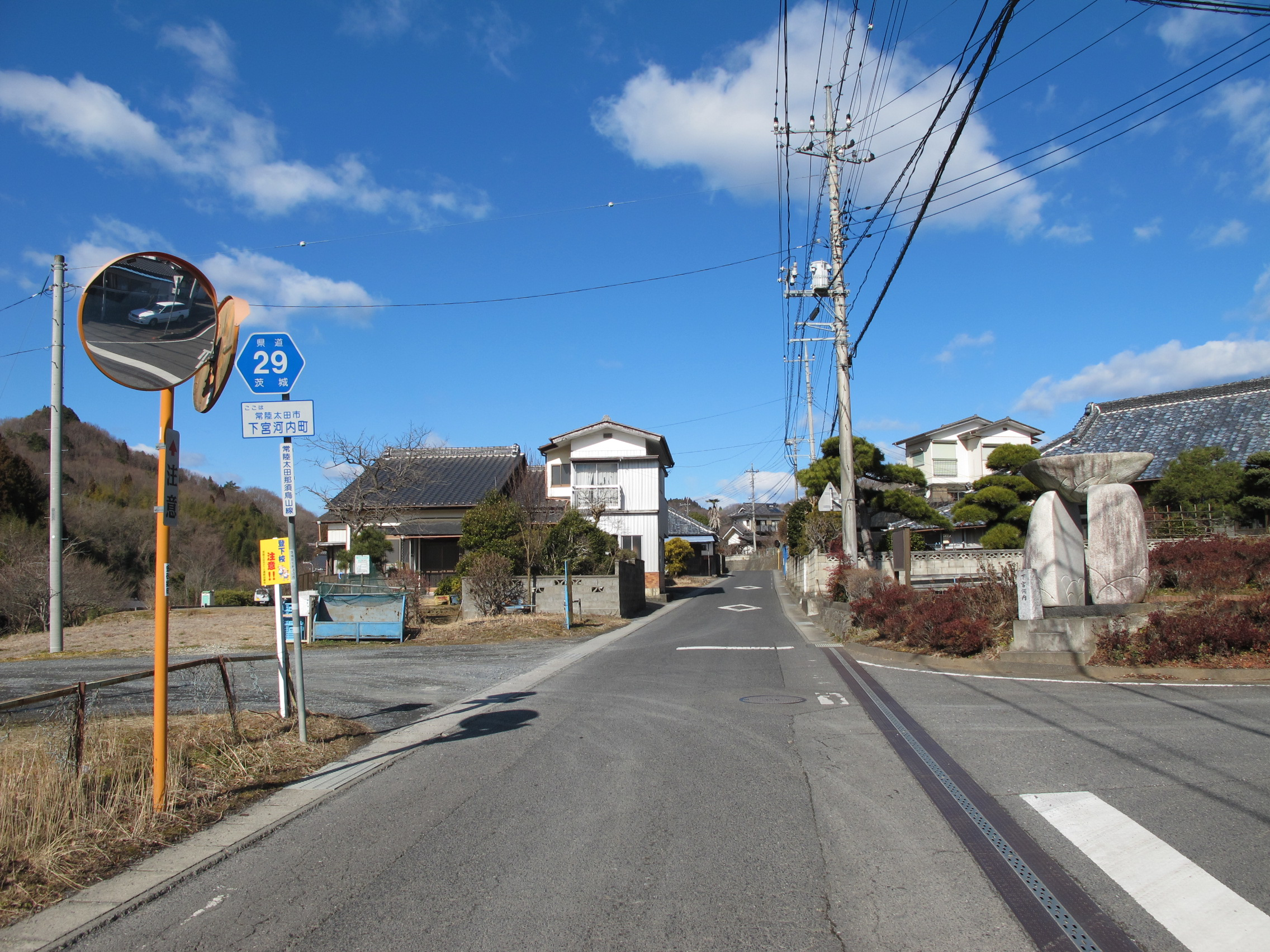
茨城県道29号常陸太田那須烏山線
常陸太田市下宮河内町（2013年1月）

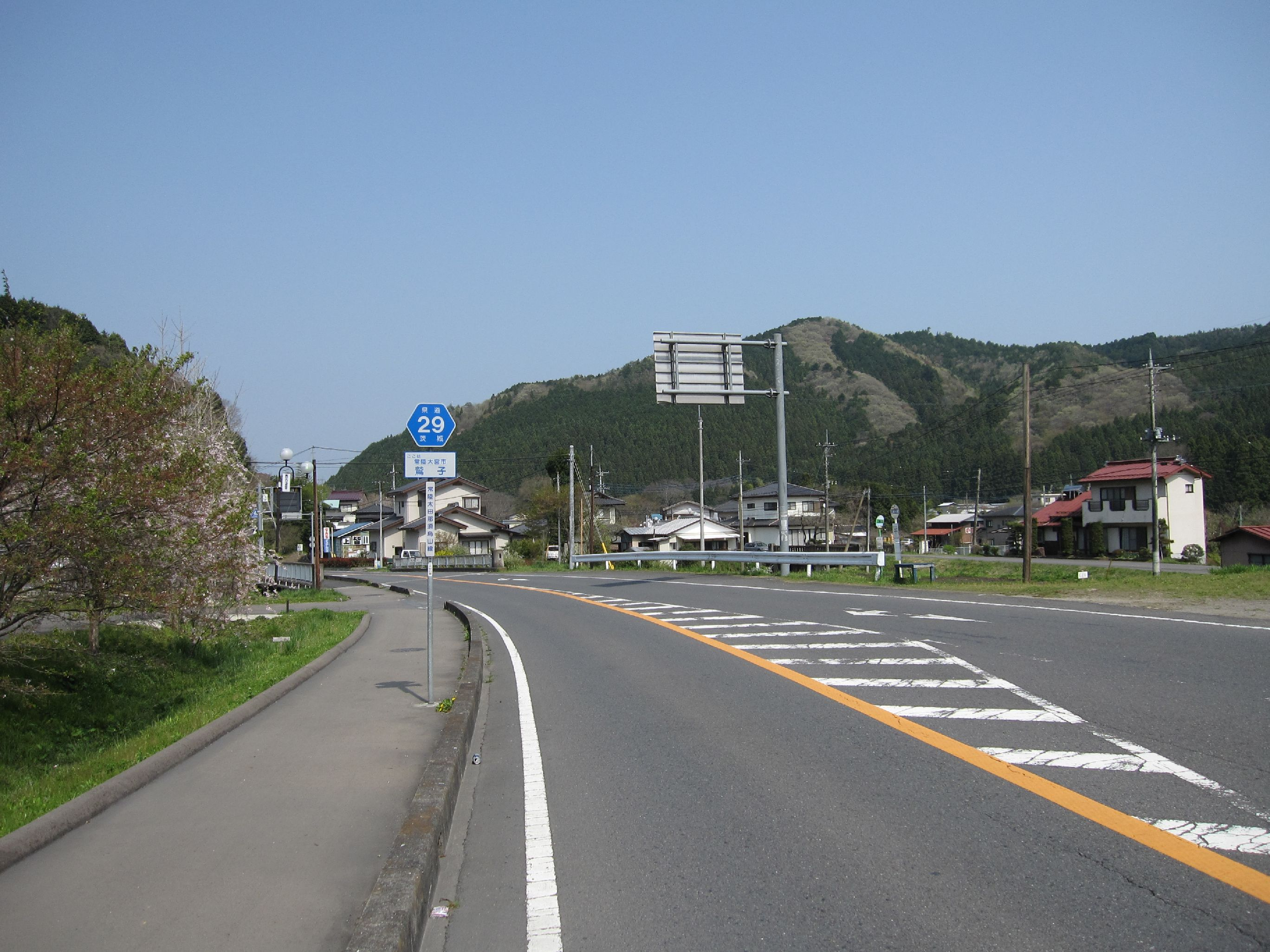
常陸大宮市鷲子付近

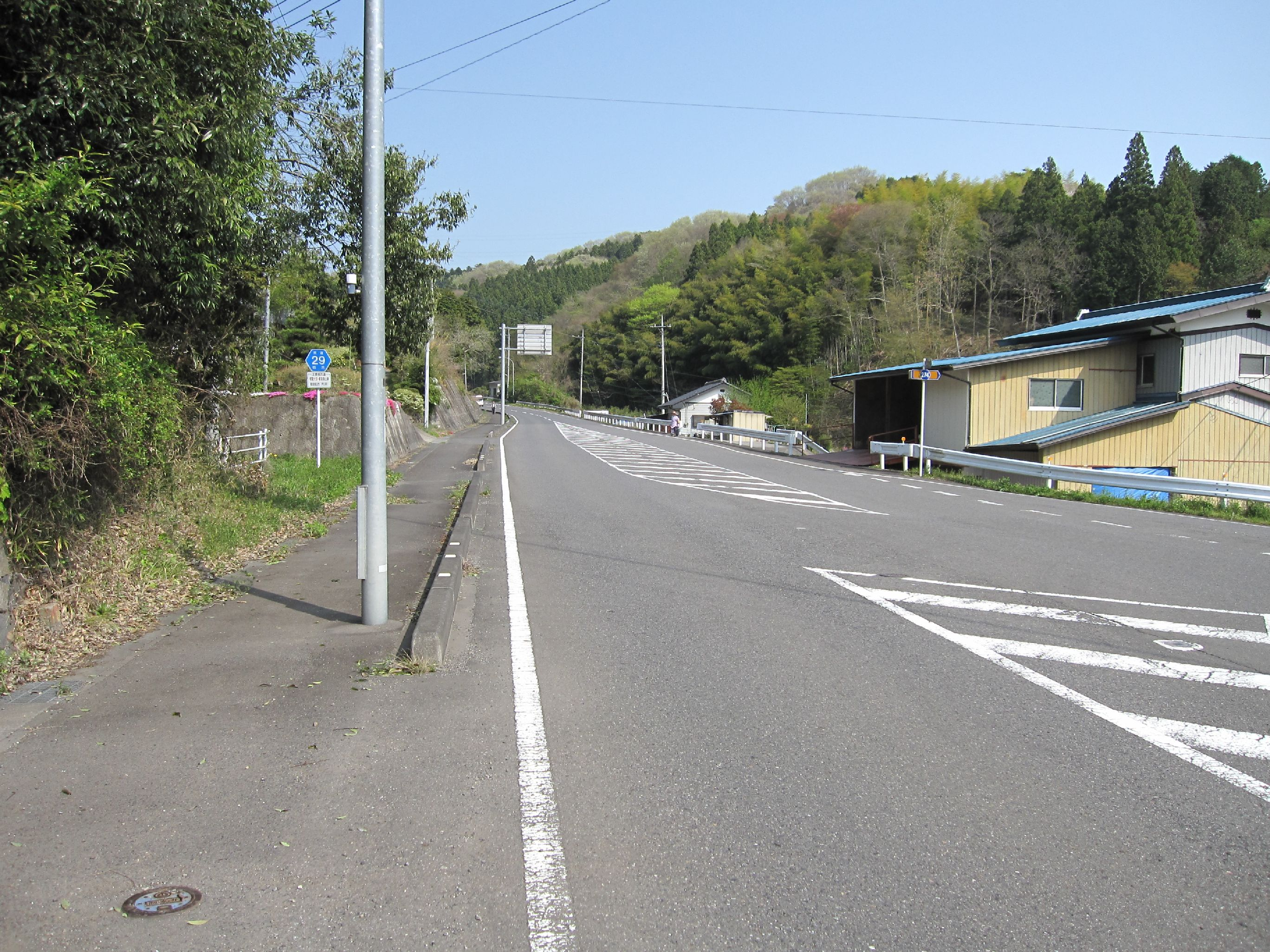
栃木県道29号常陸太田那須烏山線
那須烏山市大沢付近

  - 国道349号（常陸太田市・馬場坂下東交差点、起点）
  - 国道349号（常陸太田市・馬場坂下交差点）
  - 茨城県道33号常陸太田大子線（常陸太田市馬場町）
  - 国道293号（常陸太田市増井町）
  - 茨城県道166号和田上河合線（常陸太田市和田町交差点）
  - 茨城県道33号常陸太田大子線（常陸太田市松平町・松平町交差点）
  - 茨城県道36号日立山方線（常陸太田市赤土町）
  - 茨城県道62号常陸那珂港山方線（常陸太田市下宮河内町）
  - 茨城県道249号山方水府線（常陸大宮市西野内）
  - 国道118号（常陸大宮市山方・岩井橋交差点、県道36号終点）
  - 茨城県道102号長沢水戸線（常陸大宮市長沢）
  - 茨城県道163号下檜沢上小瀬線（常陸大宮市下檜沢）
  - 茨城県道321号上檜沢下小川停車場線（常陸大宮市上檜沢）
  - 茨城県道32号大子美和線（常陸大宮市高部）
  - 国道293号・茨城県道234号小田野大那地線（常陸大宮市鷲子交差点）常陸大宮市鷲子
  - 国道293号（常陸大宮市鷲子）
- 栃木県
  - 栃木県道274号牧野大沢線（那須烏山市大沢）
  - 栃木県道12号那須烏山御前山線（終点）

### 沿線にある施設など
- 新・西山荘カントリー倶楽部（常陸太田市下大門町）
- 金砂の湯（常陸太田市上宮河内町）
- 久慈川カントリークラブ（常陸大宮市山方）